# Badavanahalli Kaval (B), Challakere
Badavanahalli Kaval (B) là một làng thuộc tehsil Challakere, huyện Chitradurga, bang Karnataka, Ấn Độ.